# S.M. (paciente)
S.M., también conocida a veces como SM-046, es una mujer estadounidense con un tipo peculiar de daño cerebral que le impide experimentar miedo. Descrita por primera vez por científicos en 1994, ha tenido una destrucción de amígdala bilateral exclusiva y completa desde la infancia tardía como consecuencia de la enfermedad de Urbach-Wiethe. Apodada por los medios como la "mujer sin miedo", S.M. ha sido estudiada ampliamente en la investigación científica, ha ayudado a los investigadores a dilucidar la función de la amígdala.

## Características
Los experimentos con S.M. no revelaron temor en respuesta a ser expuesta y manipulando serpientes y arañas (tarántulas incluidas), un paseo por una atracción embrujada como el Sanatorio de Waverly Hills o clips de películas de terror (como El proyecto de la bruja de Blair, El resplandor y El silencio de los corderos); en cambio, solo interés, curiosidad y emoción, aunque también expresó emociones apropiadas al contenido de la película, como la felicidad y el asco al ver clips de películas que no provocaban miedo. La investigación ha revelado que S.M., sin embargo, no es inmune a todo miedo; junto con otros pacientes con daño de amígdala bilateral, se descubrió que experimentaba miedo y mayores ataques de pánico que los controles neurológicamente saludables en respuesta a la simulación de una experiencia causada por asfixia al inhalar dióxido de carbono, sentimientos que ella y los demás describieron como completamente nuevos para ellos.
S.M. se describe como muy extrovertida, extremadamente amigable y desinhibido, así como "juguetonamente coqueta" y que tiene un deseo y tendencia muy fuerte a acercarse a los demás. Se siente muy afectada al reconocer señales sociales negativas, como ser incapaz de reconocer el miedo en las expresiones faciales de otras personas y tener dificultades para juzgar la confiabilidad en los rostros de los demás. Estos rasgos coinciden con el hecho de que tiende a acercarse indiscriminadamente y a tener contacto físico con los demás. Además, S.M. parece experimentar relativamente poca emoción negativa, mientras que al mismo tiempo experimenta un grado relativamente alto de afecto positivo, a pesar de una gran adversidad en su vida. De acuerdo a ello, tiende a ser muy positiva sobre la mayoría de las personas, situaciones y problemas. S.M. también exhibe impedimentos en el procesamiento emocional de la música; específicamente, muestra un reconocimiento selectivo de la música triste y de terror.
Además de su falta de miedo, S.M. muestra una falta de sentido del espacio personal y prácticamente no experimenta molestias al estar muy cerca de extraños, incluso nariz a nariz con contacto visual directo. Sin embargo, ella entiende el concepto de espacio personal y reconoce que otras personas necesitan más espacio personal que ella. S.M. también muestra diferencias de memoria: se sabe que los estímulos emocionalmente excitantes experimentan una mejora de la consolidación en la memoria explícita a largo plazo (véase emoción y memoria), y este efecto parece depender de la amígdala. De acuerdo a ello, S.M. muestra una facilitación de memoria declarativa deteriorada para material emocional, mientras que su consolidación de memoria para material neutral es normal. S.M. todavía es capaz de ser empática con los demás a pesar de ser menos capaz de detectar emociones negativas en los rostros; sin embargo, su umbral para notar el dolor de otra persona se describió como "bastante alto".

## Vida personal
S.M. es una mujer blanca, nacida en 1965. En su vida personal, S.M. ha sido víctima de numerosos actos delictivos y encuentros traumáticos y potencialmente mortales. Fue mantenida tanto a punta de cuchillo como a punta de pistola, casi fue asesinada en un incidente de violencia doméstica y recibió amenazas de muerte explícitas en múltiples ocasiones. A pesar de la naturaleza potencialmente mortal de muchas de estas situaciones, S.M. no exhibió ningún signo de desesperación, urgencia u otras respuestas de comportamiento que normalmente estarían asociadas con tales incidentes. El número desproporcionado de eventos traumáticos en la vida de S.M. se ha atribuido a una combinación de su vida en un área peligrosa llena de pobreza, delincuencia y drogas, y a un marcado impedimento por su parte de detectar amenazas inminentes en su entorno y aprendizaje, para evitar situaciones potencialmente peligrosas. Sin embargo, S.M. nunca ha sido condenada por un delito.
S.M. ha estado casada y es madre de tres hijos.